# Бемба (держава)
Бемба (або Кулубемба)  — африканська держава у верхів'ях річки Конго, утворена в середині XVII ст. 1896 року визнало протекторат Великої Британії.

## Історія
Згідно усної традиції сини Мукулумпе на ім'я Читі та Катонга роздратували свого батька після нещасного випадку, який призвів до смерті багатьох людей. Через це їх вигнали з держави. Втім однією особливістю, якої не вистачає в усних традиціях Бемби, є згадка про взаємодію з бушменами.
Напочатку XVII ст. племена абабемба мігрували з держави Луба. Вони перетнули річку Луапула і оселилися спочатку в Ісандулулі (нижче озера Мверу), потім у Келеці (біля озера Бангвеулу), в Чулунг'омі, а потім у Кашіка-Лвена. Згодом вони перетнули річку Чамбеші в Сафва-Рапідс і оселилися в Читабата, Чибамбо, Іпунга, Мунгу і Муламбалала. Потім вони знову перетнули річку Чамбеші, рухаючись назад на захід у Чикулу.
Священна прикмета на річці Міландо, нібито, близько 1650 року змусила їх оселитися і припинити свою міграцію. Це поселення отримало назву Нг'вена і стало першою столицею держави Бемба. З цим часом згадується про заснування династії Абена Нґанду.
У середині XVIII ст. укладається політичний та торгівельний союз з державою Казембе, що розширило можливості Бемби. Наприкінці того ж століття читімукулу Мукука ва Малекано розпочав війну з народом лунгу за долину Касама, яку було захоплено. Розширення держави призвело до ускладнень з її управлінням. Тому було утворено напівнезалежну державу Мвамба, де стала панувата молодша гілка династії Бемба.
Напочатку XIX ст. продовжено розширення Бемби — тепер на північ, де було подолано народ мамбве. тут також було утворено напівнезалежну державу Мпанда. Разом з Мвамбою і Мпандою читімукулу Бемби отримали значні землі, поширившись до східного узбережжя озера Танганьїка. Мвамба розширювалася на південь, де з часом було створено іншу васальну державу Калунду. В результаті утворився союз з декількох держав на чолі із Бембою, яку визнавали гегемоном.
1832 року Бемба витіснила народ біса до Мічинги, змусивши платити данину слоновою кісткою. З 1837 року починаються також війни з бантуським народом нгоні, що мігрував на сусідні землі з півдня. Вони тривали з перервами до 1870 року. Особливо запеклими стали з 1850 року. Втім до 1875 року вдалося не лише підкорити нгоні, а й зміцнити державу Бембу, її владу над напівнезалежними державами. Після 1883 року внаслідок боротьби за владу держава швидко розпадається.
З 1890 року сюди проникають британські місіонери. 1896 року, скориставшись розбратом Британська Південно-Африканська компанія домоглася укладання угоди про встановлення протекторату. 1897 року було придушено усіляко невдоволення та скасовано работоргівлю.

## Територія
Охоплювала землі від озера Танганьїка, на південному заході, до боліт озера Бангвеулу, на сході до ескарпу Мучинга, північної частини озера Ньяса та долини річки Луангва, і озера Мверу на заході. Вплив поширювався на південь, до країни Лала та Ламба (сучасні провінції Коппербелт і Центральна Замбії).

## Устрій і суспільство
На чолі стояв володар, що носив титул читімукулу («велике дерево»). Мав політичну та військову владу. Втім спирався на Верховну раду вождів. Зрештою вона перетворилася на раду верховних вождів, що перебували на чолі держав-сателітів Бемби. таких нараховувалося 15. З часом значний вплив набула військова і земельна знать.
Також впливовими з самого початку були шамани. З розвитком торгівельних відносин з європейцями посилюється значення арабських торгівців.

## Економіка
Основу становили скотарство і рибальство . З часом розвинулися землеробство, ремісництво і торгівля. Завозили зброю, тканини, намистини, браслети в обмін на сіль, мідні злитки, слонову кістку та рабів.